# FedRAMP
O Federal Risk and Authorization Management Program (FedRAMP) é um programa do governo dos Estados Unidos que define uma série de padrões relacionados à segurança da informação para o uso autorizado de serviços em nuvem por agentes do governo norte-americano, utilizando-se de uma metodologia baseada em cálculo de risco. A importância do programa vem do fato de que qualquer entidade que deseje oferecer produtos em nuvem ao governo dos Estados Unidos precisa de aprovação através dele, bem como ser adotado pelas próprias agências do governo norte-americano para seus próprios serviços em nuvem. Os principais provedores de nuvem pública, como AWS (Amazon), GCP (Google), e Azure (Microsoft) possuem autorização para operação pelo FedRAMP.
Um memorando definindo o programa foi criado em 2011, o programa em si sendo estabelecido no ano seguinte.
Para obter uma autorização para uso de uma oferta de serviço em nuvem (CSO - Cloud Service Offering) por meio do programa FedRAMP, duas abordagens são possíveis: a autorização através de um conselho, chamado Joint Authorization Board (JAB) provisional authorization (P-ATO), ou através de agências individuais.
Antes do FedRAMP, agências do governo norte-americano autorizavam o uso de CSOs de forma independente, baseando-se no en:Federal Information Security Management Act of 2002.